# 青森自然公園ねぶたの里
青森自然公園ねぶたの里（あおもりしぜんこうえんねぶたのさと）は、青森県青森市大字横内字八重菊1番地にあった観光施設。
2013年12月9日、入場客の減少を理由に事業を停止し、裁判所に自己破産を申し立てることになった 。

## 概要
家具小売店「キノシタ」が中心となり、1977年にオープン。法人名は｢株式会社青森自然公園ねぶたの里｣。キャッチコピーは｢青森ねぶた祭りの体験施設｣。
約13万坪の敷地の中には、メイン施設となる｢ねぶた会館｣の他、ねぶた名人の佐藤伝蔵の遺骨が分骨された｢ねぶた観音｣、大型物産店、レストラン、遊具をとりそろえた「おまつり広場」など、ねぶたのみならずいろいろな体験ができる観光地であった。
この付近一帯が女王・阿弥須（オヤス）とその弟・頓慶（トンケイ）率いる蝦夷の集落であったとされ、坂上田村麻呂がこれを攻める際に巨大な人形を用いた、というのがねぶたの起源であると伝えられていた（およそ昭和末期まで）。しかし平成に入り、田村麻呂は史実の上では現在の盛岡市までしか達していないことが広く地元青森市民に知られるようになり、この地の由緒が失われた。
閉園後は本施設に米などを卸していた弘前市の「おおびらき温泉」が跡地を取得し2024年から施設修繕を本格化、2025年から屋外イベント会場としての再活用や、レストラン棟の再開業などを計画する。

## 施設

### ねぶた会館
ねぶた会館内には、1983年ねぶた名人佐藤伝蔵作のねぶたを初め、10台の大型ねぶたが展示されている｡青森ねぶたの他にも、キャラクターものの子供ねぶたや、弘前ねぷた（扇ねぷた）なども数台展示されていた｡
連日ねぶた運行体験ショーが開催されており、ねぶたを動かす曳き手や、踊り子跳人の体験を囃子方の生演奏の元体験できた｡
オンシーズン限定(4月～11月)とはなるが、売店や体験コーナー、制作工房などがある｢おまつり横丁｣では、ねぶたグッズが手に入るほか、金魚ねぶた色付け体験やねぶた紙貼り体験などができた｡

## アクセス
- 青森市街地から自動車で20～30分。
- 青森市営バス・JRバス東北「ねぶたの里入口」（現在は「桜峰」）下車、徒歩10分。

## 関連施設
- ねぶたの家 ワ・ラッセ